# Hausanschluss

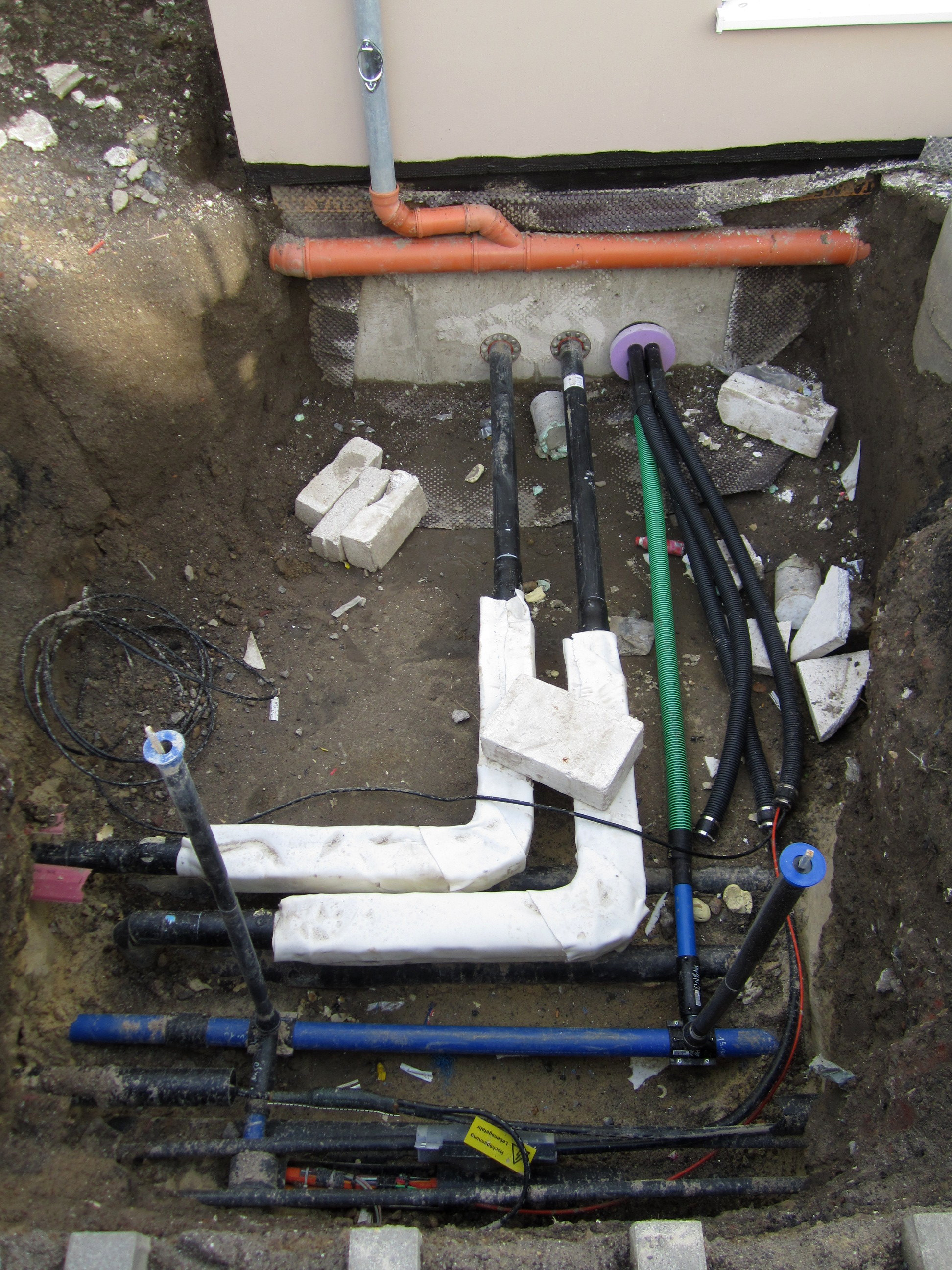
Hausanschluss für Fernwärme sowie Strom, Telefon, Wasser und Glasfaser per Mehrspartenanschluss

Als Hausanschluss bezeichnet man die Verbindungsstelle zwischen den Elektrizitäts-, Fernwärme-, Wasser-, Abwasser- und Gasleitungen, der Ver- bzw. Entsorgungsunternehmen und den Leitungen der Verbraucher bzw. der Hauseinführungen.

## Beschreibung
Zum Hausanschluss gehören die Abzweigung am Versorgungsnetz außerhalb des Gebäudes, die Mauerdurchführung am Gebäude (Hauseinführung) sowie die Leitungen bis zur Hauptsicherung bzw. Hauptabsperreinrichtung innerhalb des Gebäudes. Die Mauerdurchführung geschieht mittels einer Kernbohrung oder einem Futterrohr. Durch diese gelangen die Versorgungsleitungen ins Gebäude. Diese Einführungen (Durchdringungen) der Versorgungsleitungen durch die außenliegende Flächenabdichtung müssen nach DIN 18195 (Bauwerksabdichtung) sowie nach DIN 18322 (Kabelleitungstiefbauarbeiten), DIN 18366 (Abdichtungsarbeiten) und weiteren Normen, gas- und wasserdicht sein. Üblich sind heute deshalb geprüfte und DVGW-zertifizierte Ein- und Mehrsparten-Hauseinführungen (MSH) die aber nicht automatisch einen Anschluss an die außenliegende Flächenabdichtung herstellen. Diese Verbindungen können ggf. separat bzw. durch heute übliche alternative Lösungen mit automatischer Zentrierung sowie automatischer, druckwasserdichter Anbindung an jede außenliegende Flächenabdichtung hergestellt werden.
Während bei Einsparten-Hauseinführungen jedes Medium für sich unabhängig voneinander an unterschiedlichen Stellen in das Gebäude eingeführt werden kann, werden bei einer Mehrspartenhauseinführung mehrere oder alle Versorgungsleitungen zentral an einer Stelle in den Hausanschlussraum überführt. Im Erdreich können die Versorgungsleitungen durch Leerrohre verlaufen. Dadurch können diese jederzeit ohne Erdarbeiten ausgetauscht werden.
Für ein Neubauvorhaben muss vorab die Realisierbarkeit der notwendigen Hausanschlüsse beim zuständigen Versorgungsunternehmen geklärt werden. Spätestens bei Fertigstellung ist ein Antrag zur Ausführung des Hausanschlusses zu stellen, welcher von den Stadtwerken oder einem beauftragten Unternehmen ausgeführt werden kann.

## Elektrizitätsanschluss

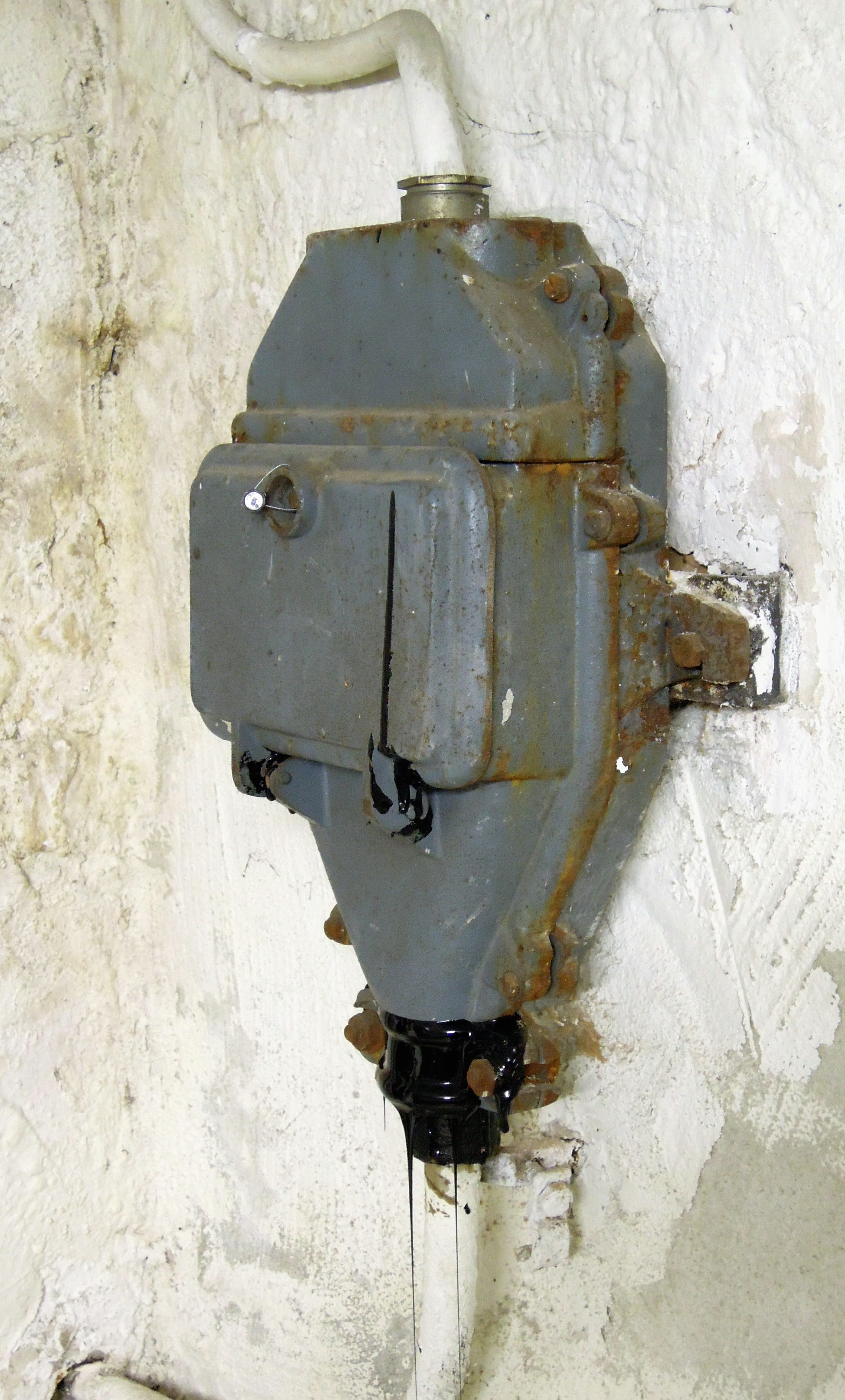
Verplombter Hausanschluss für elektrischen Strom mit Diazed-Schraubsicherungen aus den 1950er Jahren

In Deutschland wird der Hausanschluss üblicherweise durch ein dreiphasiges Erdkabel ausgeführt, das in einem Hausanschlusskasten endet und von einem Hauptleitungsabzweig versorgt wird.
Früher waren auch hochgelegene Wandanschlüsse von Freileitung oder Luftkabeln üblich.
In Deutschland regelt die DIN 18015-1 „Planung elektrischer Anlagen in Wohngebäuden“ die Spezifikationen von elektrischen Hausanschlüssen. Der Standard nimmt für eine Wohneinheit mit üblicher Haustechnik einen Leistungsbedarf von 14,5 kW an, sofern keine elektrischen Durchlauferhitzer verwendet werden. Wenn elektrische Durchlauferhitzer zur Warmwasserbereitung eingesetzt werden, erhöht sich die angenommene Anschlussleistung auf 34 kW.
Die Anschlussleitung ist so dimensioniert, dass zum Schutz bei Überlast Überstromschutzeinrichtungen mit einem Bemessungsstrom von mindestens 63 A zugeordnet werden können. Freileitungsanschlüsse können gegebenenfalls geringer dimensioniert werden. Über die tatsächliche Dimensionierung der Hausanschlusssicherungen entscheidet der Verteilnetzbetreiber. Teilweise werden für ein Einfamilienhaus ohne Warmwasserbereitung durch elektrische Durchlauferhitzer 3 × 40 A als ausreichend erachtet.

## Glasfaser-Anschluss
Seit 27. Januar 2016 ist es in Deutschland nach dem DigiNetz-Gesetz Pflicht, alle Gebäude in Neubaugebieten an das Glasfasernetz anzuschließen (FTTB bzw. FTTH für Fibre to the building/home). Das alleinige Verlegen von Kupferleitungen ist vom deutschen Bundesministerium für Verkehr und digitale Infrastruktur BMVI untersagt worden.

## Fernwärme- und Wasserver- und -entsorgung
Der Begriff Hausanschluss findet auch Verwendung im Zusammenhang mit der Wasser- und Fernwärmeversorgung und den Schmutz- und Regenwasserleitungen eines Hauses. Beinahe jedes Haus ist an die Kanalisation angeschlossen, in welche es Abwasser einleitet. Alle Abwasserleitungen vereinigen sich unterirdisch innerhalb eines Grundstückes, führen zur Kanalisation, und sind von einem Revisionsschacht aus zugänglich. Von dort aus besteht die Möglichkeit die Schmutzwasserleitung zu prüfen und zu reinigen, ohne Bauarbeiten durchführen zu müssen. Außerhalb des Gebäudes muss für eine frostfreie Verlegung der Leitungsrohre gesorgt werden.

## Bilder

Beispiel: Hausanschluss für die Gasversorgung
Beispiel: Hausanschluss für die Trinkwasserversorgung
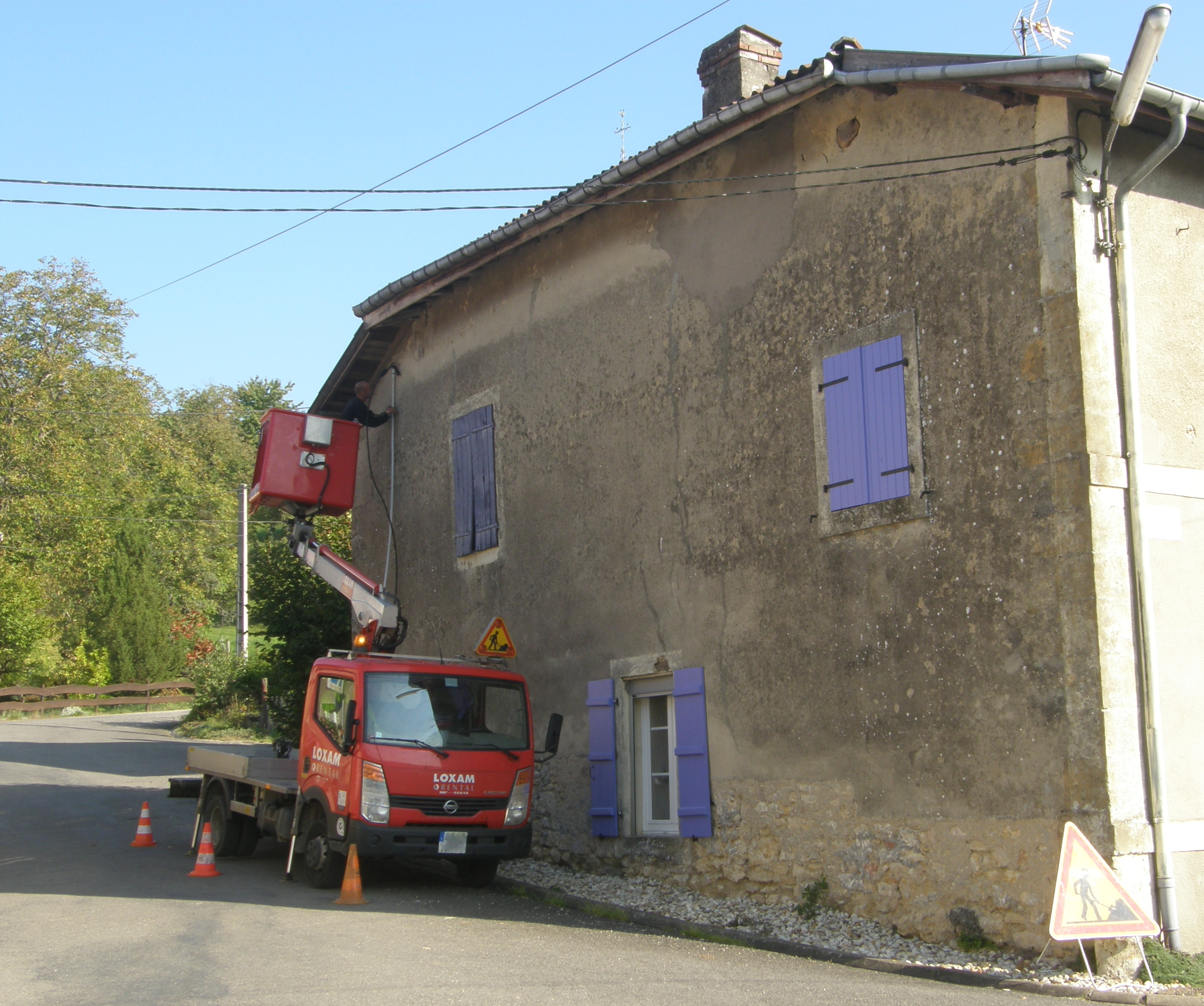
Elektrizitätsanschluss in Frankreich
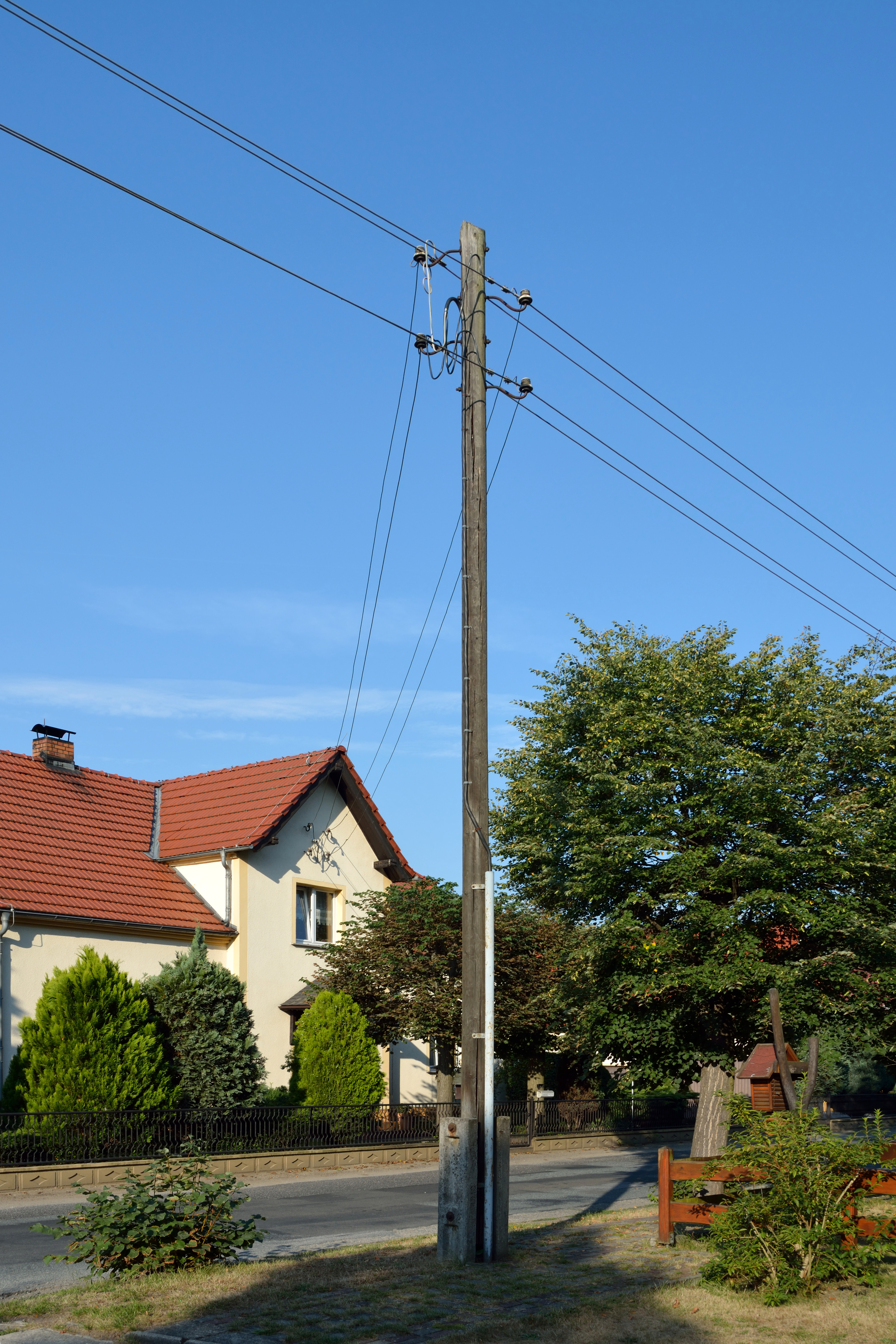
Elektrizitätsanschluss als Freileitung und Erdkabel